# Pays de Coutances
Le pays de Coutances est un échelon de coopération entre différentes collectivités territoriales.
Il était porté par un syndicat mixte ouvert, établissement public sans fiscalité propre. Ce dernier est dissous en 2017 avant un transfert de compétences vers la communauté de communes Coutances Mer et Bocage.

## Description
Le pays de Coutances est situé dans le département de la Manche, en Normandie.
Le pays est composé des six communautés de communes suivantes :
- Communauté du Bocage coutançais
- Communauté de communes du canton de Lessay
- Communauté de communes du canton de Montmartin-sur-Mer
- Communauté de communes du canton de Saint-Malo-de-la-Lande
- Communauté de communes de La Haye-du-Puits
- Communauté de communes de Sèves et Taute

### Anciennes EPCI
- Communauté de communes du canton de Cerisy-la-Salle
- Communauté de communes du canton de Coutances
- Communauté de communes du canton de Gavray
- Communauté de communes du canton de Saint-Sauveur-Lendelin

## Administration

### Présidents
Il est présidé par Jacky Bidot, maire du Mesnil-Amand.
| Période    | Période  | Identité    | Étiquette | Qualité                       |
| ---------- | -------- | ----------- | --------- | ----------------------------- |
| 2008       | 2012     | Yves Michel |           | maire de Tourville-sur-Sienne |
| avril 2012 | En cours | Jacky Bidot |           | maire du Mesnil-Amand         |

## Démographie
Il s'étend sur 1 146,09 km2, soit 19,30 % de la superficie du département de la Manche, regroupe 110 communes, pour une population municipale de 71 251 habitants au recensement de 2010 (soit 62,17 hab./km2) , 14,29 % de la population départementale.